# Escuelas privadas en el Reino Unido

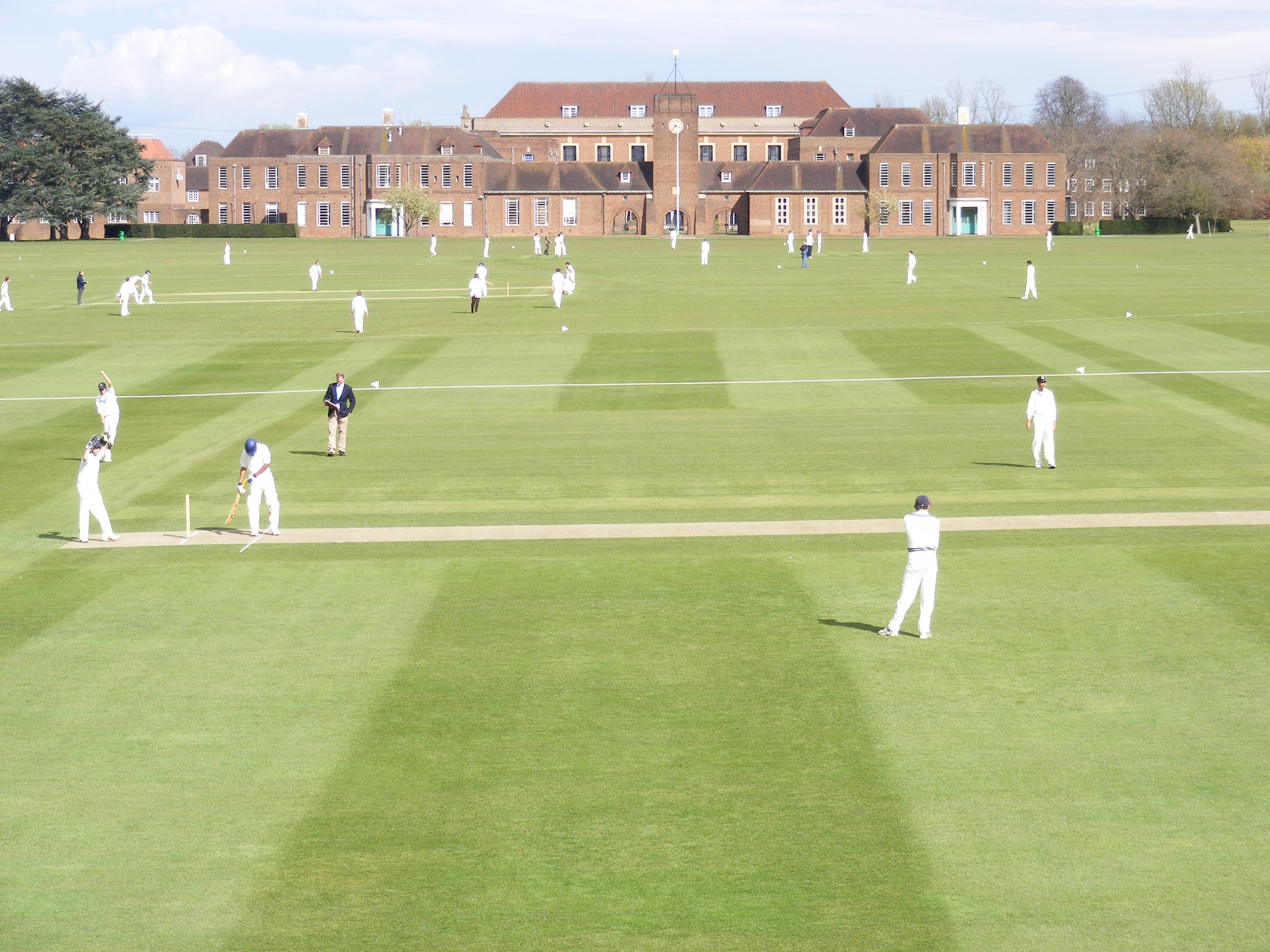
Escuela Merchant Taylors (1561), una de las nueve escuelas 'Clarendon'.

Las escuelas privadas del Reino Unido, también conocidas como escuelas "independientes", cobran tarifas a los padres por el acceso. Algunas de ellas cuentan con dotaciones financieras, pero la mayoría están gobernadas por una junta de gobernadores y son propiedad de una combinación de corporaciones, fideicomisos y particulares. Estas instituciones son independientes de muchas de las regulaciones y condiciones que se aplican a las escuelas financiadas por el estado. Por ejemplo, no están obligadas a seguir el plan de estudios nacional, aunque muchas de estas escuelas optan por hacerlo.
Históricamente, el término "escuela privada" se refería a una institución educativa de propiedad privada, en contraste con una escuela subvencionada sujeta a un fideicomiso o de carácter caritativo. Muchas de las escuelas independientes más antiguas que atienden al grupo de edad de 13 a 18 años en Inglaterra y Gales se conocen como escuelas públicas, siete de las cuales fueron objeto de la Ley de Escuelas Públicas de 1868. En este contexto, el término "escuela pública" significaba que estaban abiertas a los alumnos independientemente de dónde vivieran o de su religión (a diferencia de en los Estados Unidos y la mayoría de los demás países de habla inglesa, donde "escuela pública" se refiere a una escuela estatal financiada con fondos públicos). Las escuelas preparatorias, también conocidas como "escuelas privadas", educan a niños más pequeños hasta la edad de 13 años para prepararlos para el ingreso a las escuelas públicas y otras escuelas secundarias.
Algunas antiguas escuelas primarias adoptaron un modelo privado de tarifas después de la Circular 10/65 de 1965 y la posterior interrupción en 1975 del apoyo financiero directo del gobierno para las escuelas primarias subvencionadas.
Hay alrededor de 2,600 escuelas independientes en el Reino Unido, atendiendo a aproximadamente 615,000 niños, lo que representa aproximadamente el 7% de todos los niños británicos en edad escolar y el 18% de los alumnos mayores de 16 años. Estas escuelas, además de cobrar tasas de matrícula, pueden recibir donaciones, regalos benéficos y tienen estatus de organización benéfica. Unas 1,300 de estas escuelas son miembros del Consejo de Escuelas Independientes. En 2021, el costo promedio anual de la educación privada fue de £15,191 para escuelas diurnas y de £36,000 para internados.
El Anuario de Escuelas Independientes se ha publicado anualmente desde 1986. Esta publicación es el resultado de un cambio de nombre de una serie que se inició en 1889 bajo el título de The Public Schools Yearbook.

## Orígenes

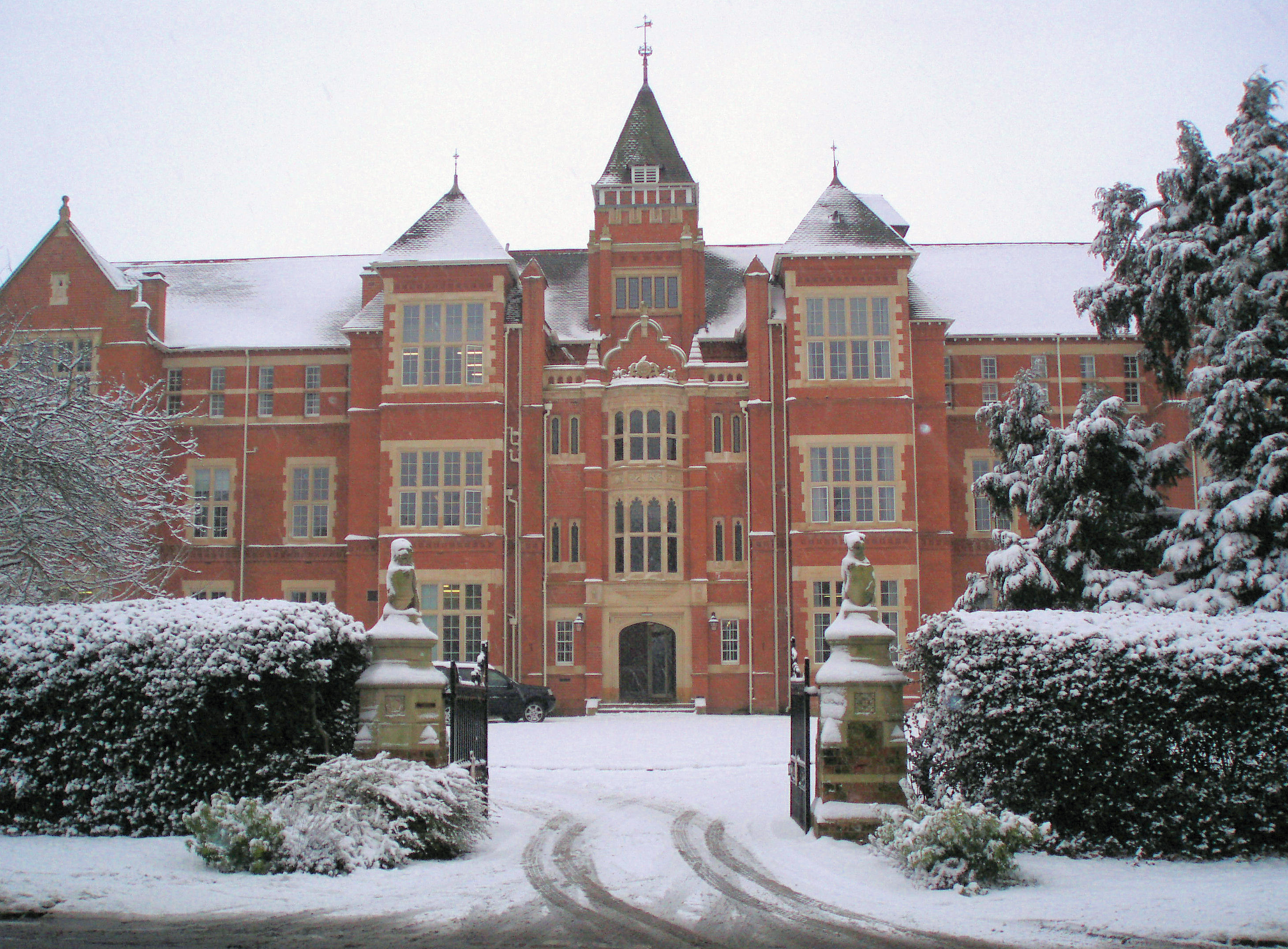
Warwick School (914), una de las escuelas privadas más antiguas de Gran Bretaña.

Algunas escuelas independientes tienen una larga historia, como The King's School, Canterbury (fundada en 597), The King's School, Rochester (fundada en 604), St Peter's School, York (fundada c. 627), Sherborne School (fundada en 705), Wells Cathedral School (fundada en 909), Warwick School (c. 914), King's Ely (c. 970) y St Albans School (948). Estas escuelas fueron fundadas por la iglesia y estaban bajo su completo dominio. A finales del siglo XIV y principios del XV se fundaron las primeras escuelas independientes de la iglesia. Winchester (1382) y Oswestry (1407) fueron los primeros de su tipo, aunque tenían un fuerte espíritu religioso cristiano. Estas primeras "escuelas primarias gratuitas" fundadas por benefactores ricos allanaron el camino para el establecimiento de la escuela pública moderna. Por lo general, se establecieron para estudiantes varones de entornos pobres o desfavorecidos. La ley inglesa siempre ha considerado la educación como un fin benéfico en sí mismo, independientemente de la pobreza.
La transformación de fundaciones de caridad gratuitas en instituciones que a veces cobran tarifas ocurrió rápidamente: la fundación solo proporcionaría instalaciones mínimas, de modo que se podrían cobrar tarifas adicionales por alojamiento, vestimenta y manutención de los académicos, para el beneficio privado de los fideicomisarios o del director. Además, las instalaciones que la fundación benéfica ya ofrecía a unos pocos estudiantes podrían ampliarse de manera rentable para incluir a otros alumnos que paguen. Algunas escuelas todavía mantienen a sus estudiantes básicos en una casa separada de los demás alumnos, o los distinguen de otras maneras.
Después de un tiempo, esas tarifas superaron los ingresos caritativos originales y la donación inicial se convirtió en una parte menor de las finanzas de la escuela. En 2022, las tarifas para internados de nivel superior superaban las 40,000 libras esterlinas al año. La mayoría de las escuelas independientes en la actualidad todavía están registradas como organizaciones benéficas y ofrecen becas basadas en pruebas de recursos para los estudiantes. Un ejemplo es el Christ's Hospital de Horsham, donde una gran proporción de los estudiantes son financiados por su fundación benéfica o varios benefactores.

## Expansión victoriana

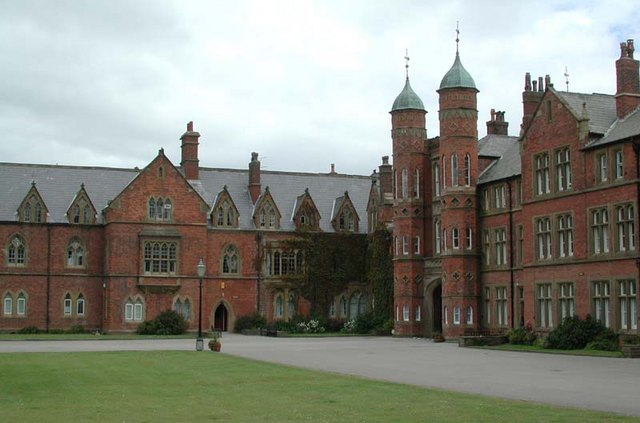
Escuela Rossall (1844)

Las reformas educativas del siglo XIX fueron particularmente significativas. Entre los reformadores destacados se encontraban Thomas Arnold en Rugby, seguido de Samuel Butler y, más tarde, Benjamin Kennedy en Shrewsbury. Arnold hacía hincapié en el espíritu de equipo y el "cristianismo musculoso", mientras que Butler destacaba la importancia de las becas y los exámenes competitivos. Edward Thring de Uppingham School introdujo reformas significativas, centrándose en la importancia del individuo, la competencia y la necesidad de un "plan de estudios total", en el que la academia, la música, el deporte y el teatro fueran fundamentales para la educación. La mayoría de las escuelas públicas experimentaron un desarrollo significativo durante los siglos XVIII y XIX, desempeñando un papel importante en la formación de la élite social victoriana. Bajo la dirección de diversos directores visionarios, las principales escuelas públicas establecieron un plan de estudios basado en gran medida en los clásicos y la actividad física para niños y jóvenes de las clases media alta y alta.
Estas escuelas estaban destinadas a la élite caballeresca involucrada en la política, las fuerzas armadas y el gobierno colonial victorianos. Con frecuencia, los empresarios exitosos enviaban a sus hijos a una escuela pública como un signo de participación en la élite. Gran parte de la disciplina estaba en manos de los alumnos de último año, generalmente conocidos como prefectos. Esto no solo representaba una forma de reducir los costos de personal, sino que también se consideraba una preparación crucial para los futuros roles de los alumnos de último año en el servicio público o militar. Más recientemente, los directores de escuelas públicas han enfatizado que los alumnos de último año desempeñan ahora un papel mucho menor en el mantenimiento de la disciplina.
Hasta cierto punto, el sistema de escuelas públicas británico influyó en los sistemas escolares del Imperio Británico, y es reconocible que se puedan encontrar escuelas "públicas" en muchos países de la Commonwealth.

## SiglosXXyXXI

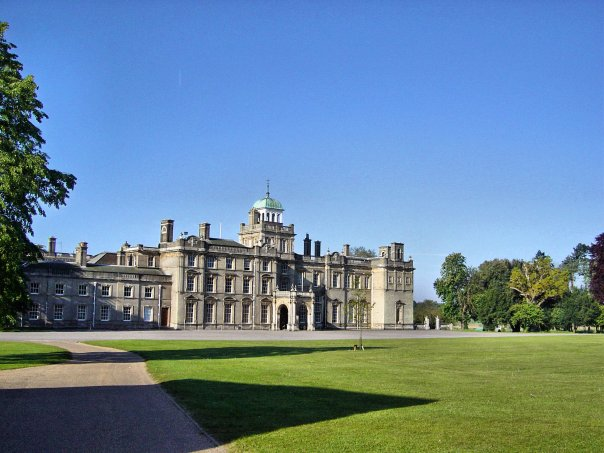
Escuela Culford (1873), una antigua escuela de 'subvención directa'

Hasta 1975 había un grupo de 179 escuelas académicamente selectivas que recibían financiación tanto privada como estatal: las escuelas primarias de subvención directa. El Reglamento de 1975 sobre escuelas secundarias con subvención directa (cese de subvención) requería que estas escuelas eligieran entre financiación estatal total como escuelas integrales o total independencia. En consecuencia, 119 de estas escuelas optaron por la independencia.
El número de alumnos en las escuelas independientes experimentó una ligera disminución durante la recesión de mediados de los años 1970. Al mismo tiempo, la participación en todas las escuelas secundarias creció de manera espectacular, lo que resultó en que la proporción del sector independiente cayera de poco menos del 8 por ciento en 1964 a un mínimo del 5,7 por ciento en 1978. Ambas tendencias se revirtieron durante la década de 1980, y la proporción de escuelas independientes alcanzó el 7,5 por ciento en 1991. Los cambios desde 1990 han sido menos dramáticos: la proporción cayó al 6,9 por ciento en 1996 antes de aumentar muy ligeramente después de 2000 hasta alcanzar el 7,2 por ciento en 2012. En 2015, la cifra volvió a caer al 6,9 por ciento, y el número absoluto de alumnos que asisten a escuelas independientes disminuyó en todas partes de Inglaterra, excepto en el sureste. 

### Inglaterra y Gales
En 2011, había más de 2.500 escuelas privadas en el Reino Unido, educando a unos 628.000 niños, lo que representaba más del 6.5 por ciento de los niños del Reino Unido y más del 18 por ciento de los alumnos mayores de 16 años. En Inglaterra, las escuelas privadas representan un porcentaje ligeramente mayor que en el Reino Unido en su conjunto. Según un estudio de 2010 de Ryan & Sibetia, "la proporción de alumnos que asisten a escuelas independientes en Inglaterra es actualmente del 7.2 por ciento (considerando únicamente los alumnos de tiempo completo)".

### Escocia

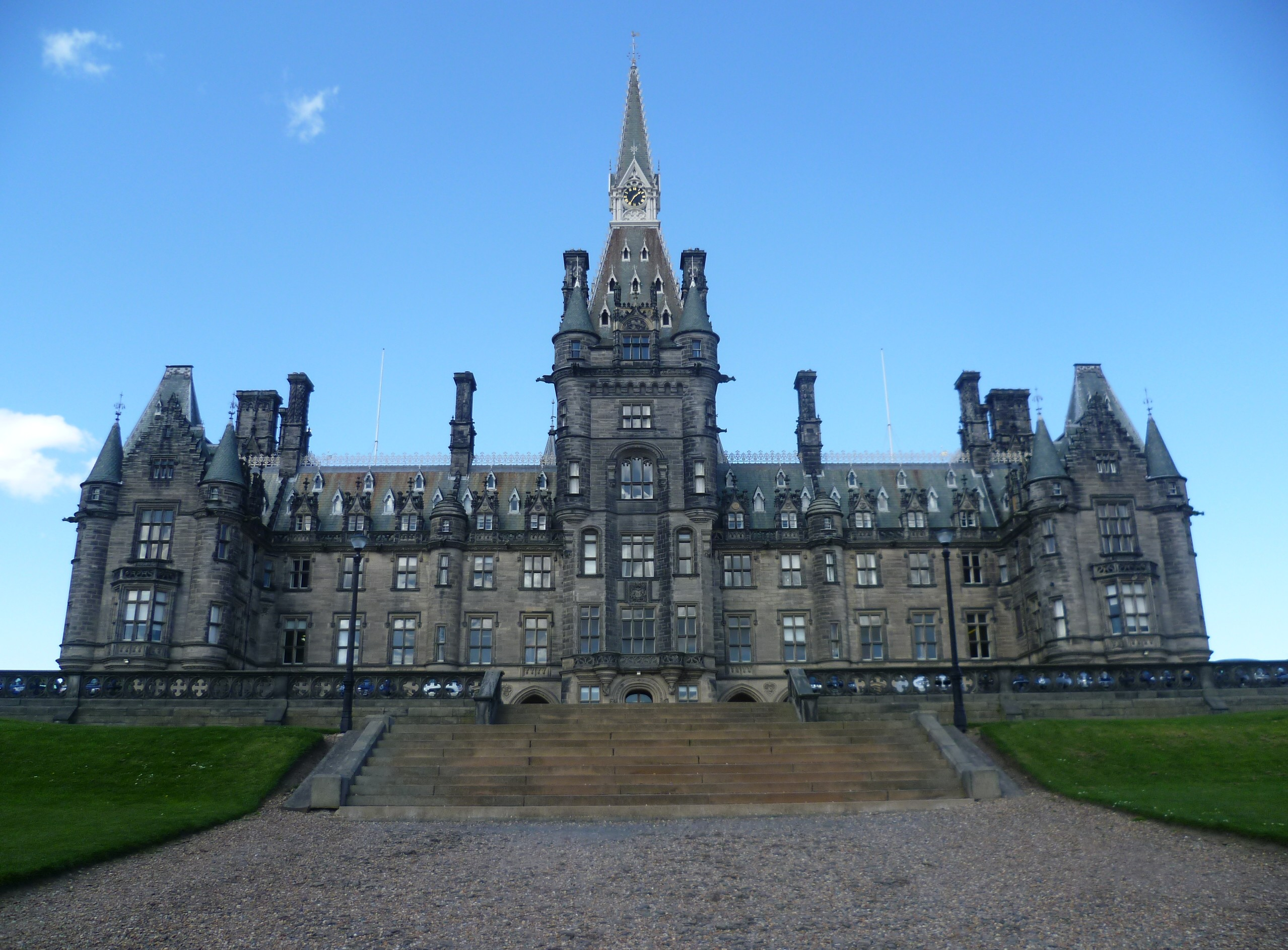
Fettes College (1870) es una de las escuelas privadas más famosas de Escocia, especialmente desde el gobierno laborista de 1997 dirigido por el exalumno Tony Blair.

Las escuelas privadas en Escocia educan a aproximadamente 31,000 niños y a menudo se las denomina escuelas privadas. Aunque muchas de las escuelas privadas escocesas son miembros del ISC, también están representadas por el Consejo Escocés de Escuelas Independientes, reconocido por el Parlamento escocés como el organismo que representa a las escuelas privadas en Escocia. A diferencia de Inglaterra, todas las escuelas privadas escocesas están sujetas al mismo régimen de inspecciones por parte de Education Scotland que las escuelas de las autoridades locales y deben registrarse en la Dirección de Aprendizaje. Las nueve escuelas privadas escocesas más grandes, con 1,000 o más alumnos, son George Watson's College, Hutcheson's Grammar School, Robert Gordon's College, George Heriot's School, St Aloysius' College, The Glasgow Academy, Dollar Academy, High School of Glasgow y High School de Dundee.
En Escocia, era común que los niños destinados a escuelas privadas recibieran su educación primaria en una escuela local. Esto surgió debido a la larga tradición de Escocia de educación financiada por el estado, encabezada por la Iglesia de Escocia desde el siglo XVII, mucho antes de que dicha educación fuera común en Inglaterra. Las escuelas preparatorias privadas solo se generalizaron en Escocia a partir de finales del siglo XIX (generalmente adjuntas a una escuela secundaria privada existente, aunque existen excepciones como la Escuela Preparatoria Craigclowan y la Escuela Preparatoria Cargilfield), aunque todavía son mucho menos frecuentes que en Inglaterra. En tiempos modernos, muchos alumnos de secundaria de las escuelas privadas de Escocia se habrán formado en la propia escuela primaria de pago de la escuela, por lo que existe una competencia considerable a la que se enfrentan los alumnos de las escuelas primarias estatales que intentan ingresar a una escuela privada en la etapa secundaria, a través de exámenes de ingreso.

## Selección
Las escuelas privadas, al igual que las escuelas primarias estatales, tienen la libertad de elegir a sus estudiantes, siempre y cuando cumplan con la legislación general contra la Discriminación. La selección se basa principalmente en criterios económicos, requiriendo que la familia del estudiante pueda cubrir los costos educativos, así como en aspectos académicos, los cuales son evaluados a través de entrevistas y exámenes. Además, se pueden otorgar admisiones considerando talento en áreas como la música, el deporte u otras disciplinas. Algunas escuelas pueden admitir estudiantes cuyos padres practican una religión específica, o incluso exigir la participación en servicios religiosos como requisito de ingreso.
Solamente una reducida minoría de padres tiene la capacidad financiera para afrontar las tasas escolares, que alcanzan un promedio de más de £36,000 anuales para alumnos internos y £15,000 para alumnos externos a partir de 2021, excluyendo costos adicionales como uniformes, equipamiento y actividades extracurriculares. Las becas y subsidios, sujetos a una evaluación de recursos, se otorgan con el propósito de apoyar la educación de aquellos menos privilegiados. Este proceso de asignación generalmente combina criterios académicos con otros aspectos relevantes.  
Las escuelas privadas suelen ser selectivas desde el punto de vista académico y utilizan exámenes de ingreso competitivos comunes, que se llevan a cabo generalmente a las edades de 11+ o 13+. Estas instituciones suelen ofrecer becas con el fin de atraer a estudiantes más talentosos, lo cual contribuye a mejorar sus resultados promedio. En ocasiones, el estándar académico se asemeja al Certificado General de Educación Secundaria (GCSE) diseñado para estudiantes de 16 años. Es posible que los alumnos con bajo rendimiento sean retirados, y los resultados de GCSE en el sexto curso pueden ser influenciados por una nueva incorporación de alumnos de alto rendimiento exclusivamente en ese nivel, lo que podría distorsionar los resultados aparentes. En contraste, las escuelas públicas no pueden expulsar legalmente a estudiantes simplemente por su bajo rendimiento académico.

## Condiciones
En comparación con las escuelas públicas, las escuelas privadas tienden a ofrecer una enseñanza más individualizada con proporciones alumnos-docente significativamente más bajas, aproximadamente de 9 estudiantes por cada docente. Además, suelen tener jornadas escolares más extensas, a veces incluyendo clases los sábados por la mañana, y asignan tareas adicionales conocidas como preparación, aunque los plazos para completarlas suelen ser más cortos. Asimismo, dedican más tiempo a actividades extracurriculares organizadas.
Dado que los internados asumen la plena responsabilidad de sus alumnos durante el período lectivo, la atención pastoral se convierte en una parte integral de la educación interna. Muchas de estas instituciones poseen valores distintivos que abarcan aspiraciones sociales, normas de comportamiento y modismos, todos asociados con sus propias tradiciones escolares. Se observa que muchos exalumnos anhelan continuar la tradición al enviar a sus propios hijos a las mismas escuelas a lo largo de generaciones sucesivas. La mayoría de los internados ofrecen instalaciones para actividades deportivas, musicales, dramáticas y artísticas, a veces con costos adicionales.

## Impacto económico
En 2014, el Consejo de Escuelas Independientes encargó un informe con el objetivo de destacar el impacto de las escuelas privadas en la economía británica. Según el informe, se estimó que las escuelas privadas contribuyen con £11,7 mil millones al Valor Añadido Bruto (VAB) en Gran Bretaña. 
Las escuelas privadas a menudo enfrentan críticas por ser percibidas como elitistas y consideradas ajenas al espíritu del sistema educativo estatal. Muchas de las escuelas públicas más destacadas son notoriamente costosas y algunos tienen criterios de admisión que favorecen a aquellos que han asistido a escuelas preparatorias privadas. En 1980, el gobierno de Thatcher introdujo el Plan de plazas asistidas en Inglaterra y Gales, en el cual el Estado asumía el pago de las tasas escolares para aquellos estudiantes capaces de obtener una plaza pero que no podían costearla. Esta medida fue esencialmente una respuesta a la decisión del gobierno laborista anterior, a mediados de la década de 1970, de eliminar la financiación gubernamental directa de las escuelas primarias con subvenciones, muchas de las cuales luego se convirtieron en escuelas privadas. Algunos estudiantes de Plazas Asistidas asistieron a antiguas escuelas de subvenciones directas, como la Manchester Grammar School. El gobierno laborista puso fin al plan en 1997, y desde entonces, el sector privado ha tomado medidas para aumentar sus propias becas basadas en recursos.
El antiguo plan de estudios basado en los clásicos ha sido objeto de críticas por no brindar habilidades en ciencias o ingeniería. Sin embargo, es posible que este enfoque haya surgido como respuesta a la necesidad de estudiar clásicos para ingresar a Oxford y Cambridge hasta principios de la década de 1960. Además, podría haber sido una continuación de siglos anteriores, cuando solo se enseñaban latín y griego en muchas escuelas públicas. La oposición de Martin Wiener a esta tendencia inspiró su libro de 1981 "English Culture and the Decline of the Industrial Spirit: 1850–1980". Este trabajo se convirtió en una influencia significativa en la resistencia del gobierno de Thatcher al conservadurismo tradicional de la vieja escuela. Según un informe de 2010 del Departamento de Educación, los estudiantes de escuelas privadas tienen "las tasas más altas de obtención de calificaciones A o B en matemáticas y ciencias de nivel A" en comparación con las escuelas primarias, especializadas y estatales ordinarias. Además, los alumnos de escuelas privadas representan una proporción desproporcionadamente alta del número total de calificaciones A en matemáticas y ciencias. 
Algunos padres expresan su preocupación acerca de la vulneración de sus derechos y los de sus hijos debido a la existencia de contratos ambiguos y unilaterales. Estos contratos permiten a los directores de las escuelas privadas ejercer poderes discrecionales de manera injusta, como en casos de expulsiones sin motivos disciplinarios. Sostienen la opinión de que las escuelas privadas no han adoptado los principios de justicia natural que son aplicados por el sector estatal y el derecho privado en el ámbito de la educación superior. Esta percepción se ve respaldada por el hecho de que los derechos legales de los estudiantes están regidos por contratos privados, a diferencia de los derechos implementados por el gobierno nacional. Por ejemplo, en el caso de un estudiante que solicita admisión en una escuela pública y es rechazado, tiene el derecho legal de apelar, mientras que en una escuela privada, la admisión queda a discreción del órgano rector de la institución. 
En 2006, el 43% de los estudiantes seleccionados para plazas en la Universidad de Oxford provenían de escuelas de pago, mientras que el 38% de los admitidos en la Universidad de Cambridge pertenecían a este grupo (a pesar de que los estudiantes de escuelas de pago representaban solo el 18% de la población estudiantil mayor de 16 años).  

### Estado caritativo
Un tema significativo de debate en años recientes se ha centrado en la preservación del estatus benéfico de las escuelas privadas, lo cual implica que los consejos locales no les aplican tarifas comerciales, entre otros beneficios. Se estima que esta exención ahorra a las escuelas alrededor de 200 libras esterlinas por estudiante, pero implica un costo para el Tesoro de aproximadamente 100 millones de libras esterlinas en exenciones fiscales, asumiendo que un aumento en las tasas no resultaría en una transferencia significativa de estudiantes del sector privado al sector público. 
Desde la aprobación de la Ley de Caridades en noviembre de 2006, el estatus de caridad se determina para una organización en función de su capacidad para proporcionar un "beneficio público", según lo evaluado por la Comisión de Caridad. En 2008, la Comisión de Caridad emitió una guía, que incluía información sobre el beneficio público y la aplicación de tarifas, destacando consideraciones que las organizaciones benéficas que cobran tarifas elevadas y que muchas personas no pueden costear deben tener en cuenta. El Consejo de Escuelas Independientes obtuvo permiso del Tribunal Superior para iniciar una revisión judicial de la orientación sobre beneficios públicos de la Comisión de Caridad en lo que respecta al sector de la educación privada. Este caso se escuchó simultáneamente con una referencia del Fiscal General, quien solicitó al Tribunal que considerara cómo debería operar el requisito de beneficio público en relación con las escuelas caritativas de pago. La decisión del Tribunal Superior, publicada el 14 de octubre de 2011, concluyó que en todos los casos debe existir más que un beneficio mínimo o simbólico para los pobres, pero que los administradores de una escuela privada con estatus de caridad deben determinar lo apropiado en sus circunstancias particulares. 
Como resultado de estas consideraciones y del proceso judicial, la Comisión de Caridad publicó una guía revisada sobre beneficios públicos en 2013.
En Escocia, de acuerdo con la Ley de Inversiones Fiduciarias y de Organizaciones Benéficas (Escocia), se aplica una prueba totalmente independiente para el estatus de organización benéfica. Esta evaluación es supervisada por la Oficina del Regulador Escocés de Organizaciones Benéficas y se centra en determinar el beneficio público  proporcionado por cada escuela registrada como entidad benéfica.

### Tiempo extra de examen
Según una investigación de datos de exámenes oficiales realizada por el programa Radio 4 Today de la BBC en 2017, se reveló que el 20% de los estudiantes en escuelas privadas recibieron tiempo adicional en sus exámenes de GCSE y A Level, en comparación con menos del 12% de los estudiantes en escuelas del sector público. La extensión de tiempo más comúnmente otorgada era del 25%. Estos acuerdos de "acceso a exámenes" se proporcionan para diversas discapacidades y necesidades educativas especiales, como dislexia, dispraxia y TDAH.  

## Tipos y clases de grado.
El estudio realizado por Jeremy Smith y Robin Naylor de la Universidad de Warwick en 2002 examinó los determinantes del rendimiento académico en las universidades del Reino Unido. Confirmaron la persistencia de la conocida disparidad internacional en la que "los niños de clases más favorecidas tienen mayores niveles de logro educativo que los niños de clases menos favorecidas", extendiéndose esta brecha al nivel universitario en el Reino Unido. Los resultados mostraron un patrón positivo y bien definido entre las clases sociales I a V, indicando que, en condiciones similares, el rendimiento académico en la universidad es mejor para aquellos cuyo origen social es más favorecido, tanto para hombres como para mujeres. Sin embargo, observaron que un estudiante educado en una escuela privada tenía, en promedio, un 6 por ciento menos de probabilidades de recibir un título de primera o segunda clase superior en comparación con un estudiante de la misma clase social y género que había obtenido la misma puntuación de nivel A en una escuela pública. El efecto, según los autores, mostró variaciones significativas dependiendo de la clase social y el rendimiento académico de los candidatos, siendo más pronunciado y estadísticamente significativo para estudiantes de entornos de clase social ocupacionalmente más bajos. No obstante, el estudio no pudo considerar completamente el impacto de las diferentes combinaciones de materias estudiadas por los estudiantes privados en la universidad sobre su rendimiento académico. A pesar de ciertas limitaciones, el estudio atrajo considerable atención de la prensa y también señaló variaciones sustanciales entre diversas escuelas privadas, sugiriendo que algunos estudiantes de estas instituciones tenían mayores probabilidades de obtener mejores títulos que sus contrapartes estatales con el mismo género y origen de clase, y con igual puntuación de nivel A. 
En 2011, un estudio adicional liderado por Richard Partington en la Universidad de Cambridge  indicó que el rendimiento en los exámenes de nivel A es un predictor significativamente fuerte del rendimiento en los primeros años ("Parte I") de la licenciatura en Cambridge. El resumen del estudio de Partington destacaba que las "cuestiones sobre antecedentes escolares y género"... "Solo hacen una diferencia marginal y el patrón, particularmente en relación con los antecedentes escolares, es en cualquier caso inconsistente".
Un estudio encargado por Sutton Trust  y publicado en 2010 se centró principalmente en el posible uso de pruebas SAT al estilo estadounidense como forma de detectar el potencial académico de un candidato. Sus conclusiones confirmaron las del estudio de Smith y Naylor en el sentido de que los alumnos con educación privada que, a pesar de sus ventajas educativas, sólo han obtenido una mala puntuación de nivel A y que, por lo tanto, asisten a universidades menos selectivas, obtienen peores resultados que los estudiantes con educación pública. candidatos con el mismo bajo nivel A. Además, como se analiza en el informe de Buckingham de 2010 "Escuelas HMC: un análisis cuantitativo", debido a que los estudiantes de las escuelas públicas tendían a ser admitidos en grados de ingreso de nivel A más bajos, en relación con las calificaciones de ingreso, se podría afirmar que estos estudiantes habían mejorado más .  Un hallazgo contradictorio del estudio de Sutton Trust fue que para los estudiantes de un determinado nivel de logro de A-level es casi dos veces más difícil obtener una primera calificación en las universidades más selectivas que en aquellas en el otro extremo de la escala. Las escuelas del sector privado dominan regularmente la cima de las clasificaciones de nivel A, y es más probable que sus estudiantes postulen a las universidades más selectivas; como resultado, los estudiantes del sector privado están particularmente bien representados en estas instituciones y, por lo tanto, sólo los más capacitados tienen probabilidades de obtener los mejores títulos.